# Al-Qa'im (città)
Al-Qa'im è una città irachena di circa 74.100 abitanti, situata a circa 400 km da Baghdad.